# Club Nacional de Football
Il Club Nacional de Football, noto semplicemente come Nacional, è una società polisportiva di Montevideo (Uruguay), fondata il 14 maggio 1899, dopo la fusione, su iniziativa di studenti universitari, fra l'Uruguay Athletic Club, la cui sede era a La Unión, ed il Montevideo Football Club.
Il calcio maschile è la sezione principale della polisportiva, ed ha guadagnato importanti risultati a livello nazionale e internazionale.
Il club ha vinto la Coppa Libertadores tre volte: 1971, 1980 e 1988. Negli stessi anni ha vinto anche la Coppa Intercontinentale, diventando la seconda squadra al mondo dopo i rivali del Peñarol a vincere il titolo mondiale tre volte (e senza perdere mai l'incontro) e la prima in assoluto a vincere l'intercontinentale a Tokyo. In Uruguay è l'unico club ad aver vinto la Coppa Interamericana (nel 1972 e 1989), e la Recopa Sudamericana, competizione in cui è stato il primo campione della storia, vincendo l'edizione 1989.
A livello nazionale, ha ottenuto 49 volte il titolo di campione del Campionato Uruguaiano. Ha sempre mantenuto la massima categoria sin dal suo debutto nel 1901, raggiungendo un record di undici campionati vinti come dilettanti, e 38 dall'inizio del professionismo. Oltre ai 49 campionati uruguaiani, è il club che ha vinto più titoli organizzati dalla AUF. In totale conta 163 titoli ufficiali, di cui 144 sono i titoli nazionali e 19 quelli internazionali, statistiche che ne fanno la squadra più titolata della storia del calcio per trofei vinti. Come titoli internazionali 9 sono i titoli CONMEBOL e FIFA, e 10 quelli ottenuti nei tornei organizzati dalla AFA e AUF all'inizio del XX secolo; questi numeri ne fanno il club uruguaiano con più titoli internazionali e il terzo in Sudamerica dopo il Boca Juniors (22) e l'Independiente (20). Inoltre, secondo l'IFFHS è la migliore squadra del XXI secolo (2001-2012) in Uruguay, e la decima del continente sudamericano.
Si identifica con i colori bianco, blu e rosso, presi dalla Bandiera di Artigas. A volte gioca allo stadio del Centenario, ma la maggior parte delle sue partite casalinghe si tengono allo stadio Gran Parque Central, situato nel La Blanqueada e popolarmente conosciuto come 'El Parque', dove il 13 luglio 1930 Belgio e gli Stati Uniti giocarono una delle prime due partite nella storia del Campionato del Mondo. Inoltre, questo stadio ha ospitato le edizioni del 1923 e del 1924 della Coppa America.
Tra i più antichi club dell'Uruguay, ne è anche la società più blasonata dopo il Peñarol, da cui è separato da una grande rivalità sportiva.

## Storia

### La fondazione
L'ultracentenaria storia del Nacional inizia sul finire del XIX secolo. All'epoca, l'Uruguay sta vivendo una fase di notevole sviluppo economico e molte compagnie straniere, soprattutto inglesi, hanno avviato delle attività nel Paese sudamericano. Sono proprio gli inglesi, oltre agli altri europei presenti in Uruguay, a portare qui il gioco del calcio, fondando le prime squadre, dai nomi che richiamano i Paesi del vecchio continente: tra le principali si annoverano l'Albion, il Central Uruguayan Railway Cricket Club (o semplicemente CURCC, alcuni di cui soci nel 1913 fondarono il Peñarol), l'Uruguay Athletic, di origini inglesi, ed il Deutscher Fussball Klub, di origini tedesche.
Negli stessi anni, mentre gli europei si ergono a protagonisti dei primi tornei calcistici del Paese, un gruppo di giovani montevideani decide di reagire, creando una nuova istituzione calcistica formata esclusivamente da giocatori uruguaiani. Il 14 maggio 1899, così, il gruppo si riunisce a Montevideo in calle Soriano 99, nella casa di Ernesto Caprario. I giovani appartengono a due società, che quel giorno si fondono nella nuova realtà calcistica: una è il Montevideo Football Club, l'altra l'Uruguay Athletic Club, quest'ultima nata dal distacco di una parte dei soci dell'Albion.
A sottolineare la vocazione nazionale di quello che sarebbe stato il primo club creolo dell'America Latina, la nuova squadra viene chiamata "Nacional". La prima maglia, ispirata alla bandiera di Artigas, uno dei simboli nazionali uruguaiani, è rossa, con colletto, polsini e taschino azzurri.

### Gli albori
La prima partita della storia del Nacional viene disputata il 18 giugno 1899 contro l'Internacional. L'anno dopo, Albion, CURCC, Deutscher e Uruguay Athletic disputano il primo campionato calcistico uruguaiano: il torneo, a dimostrazione del "predominio" inglese, è chiamato "Uruguay Association Foot-ball League". Il Nacional chiede l'affiliazione e viene ammesso al campionato del 1901. L'inizio è incoraggiante: il Nacional giunge secondo, a soli 3 punti dal CURCC campione, con un bottino di 5 vittorie, 2 pareggi e una sconfitta. Decisivo è proprio lo 0-2 rimediato dal CURCC, la primissima edizione del derby tra i due maggiori club di Montevideo.
Il riscatto avviene l'anno seguente, quando il Nacional fa suo il titolo nazionale, concludendo il campionato (nel frattempo allargatosi a 6 squadre) con 10 vittorie su 10 partite. Trascinatori della squadra sono i tre fratelli Céspedes, Amílcar, Bolívar e Carlos, il primo portiere, gli altri due attaccanti; Bolívar diviene, tra l'altro, il capocannoniere del campionato 1902, realizzando ben 11 reti nei 10 confronti disputati. Il peso dei tre fratelli è tale che il Nacional viene comunemente detto "el club de los Céspedes".
Nel 1903, il Nacional ingaggia un testa a testa con il CURCC per la vittoria del campionato. Le due squadre si piazzano prime a 22 punti, facendo letteralmente il vuoto (la terza classificata, il Deutscher, ne ottiene appena 10). Il titolo si assegna al termine di uno spareggio, nel quale il Nacional ha la meglio per 3-2.
Nel 1904 il campionato non si svolge per la guerra civile uruguaiana. L'anno dopo l'Uruguay è colpito da un'epidemia di vaiolo, che uccide due dei fratelli Céspedes, Bolívar e Carlos. Saranno due pesanti perdite per il Nacional, che non riuscirà per 9 anni a rivincere il campionato, subendo il ritorno del CURCC e l'affermazione di due nuove realtà calcistiche uruguaiane, i Montevideo Wanderers e il River Plate. L'unico titolo di quegli anni è la Copa de Honor Cousenier, vinta nel 1905.

### Il primo periodo d'oro e la tragedia di Porte

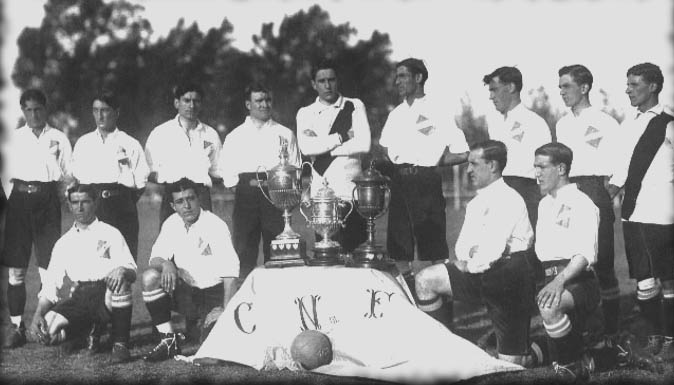
Squadra nel 1915.

Il lungo digiuno si sblocca nel 1912, con la nomina a presidente del ventisettenne José Maria Delgado. Da sempre club ricco ed esponente della borghesia, con calciatori di estrazione sociale altolocata, il Nacional, con la nomina di Delgado, volta pagina, ammettendo giocatori di umili origini. Giungono, tra gli altri, Alfredo Foglino, futuro allenatore-giocatore dell'Uruguay campione sudamericano del 1916, e Abdón Porte, destinato a diventare la bandiera del Nacional.
Il Nacional, che negli anni a seguire si arricchirà di altri calciatori fondamentali, tra cui Ángel Romano, Pedro Zibechi e i fratelli Carlos ed Héctor Scarone, impone il proprio dominio in Uruguay e in Sudamerica. In patria, vince il campionato nello stesso 1912, ripetendosi poi con tre titoli consecutivi dal 1915 al 1917. All'estero, il Nacional ottiene la vittoria della Copa Río de La Plata (antica competizione rioplatense che metteva di fronte i campioni nazionali di Uruguay e Argentina) nel 1916 contro il Racing Club; conquista altresì due volte la Copa Competencia Chevallier Boutell (1913 e 1915) e altre tre volte la Copa de Honor Cousenier (dal 1915 al 1917).

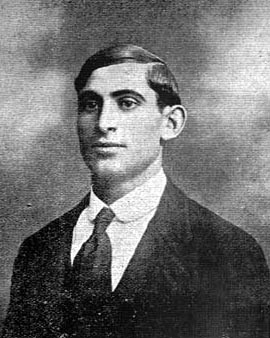
Abdón Porte.

Nel 1918, però, la prima epoca d'oro della storia del Nacional viene interrotta dalla tragedia del capitano Porte. La bandiera del Nacional, con alle spalle 270 partite disputate con la maglia dei tricolores, ha 38 anni ed è ormai prossimo alla fine della carriera. Porte, legatissimo al calcio e al Nacional, non riesce ad accettare di essere entrato nel viale del tramonto: con le prime panchine, cade in depressione; e la notte del 5 marzo 1918, dopo aver giocato la partita contro il Charley Solferino (vinta 3-1 dal Nacional), si reca al Parque Central, deserto, e si suicida con un colpo di pistola. Il corpo è ritrovato la mattina seguente da un guardiano: in mano, Porte stringe ancora due biglietti, uno indirizzato alla madre e l'altro al presidente Delgado, in cui chiede perdono per il gesto e di essere sepolto nel Cementerio de la Teja con Bolívar e Carlitos Céspedes.
Il suicidio di Porte sconvolge il Nacional, che nel 1918 perde la lotta per il titolo contro i rivali del Peñarol. Nel 1919, tuttavia, la blanca si riporta in carreggiata, instaurando un nuovo predominio sul campionato nazionale: da quell'anno al 1924, il Nacional vince quattro titoli (fallisce solo nella conquista del campionato del 1921, vinto dal Peñarol). Negli ultimi tre è favorito anche dall'assenza del Peñarol, che nel 1922, insieme al Central e ad altre 30 squadre, fonda una nuova federazione, la FUF (scismatica dall'AUF).

### La "Gira de 1925"

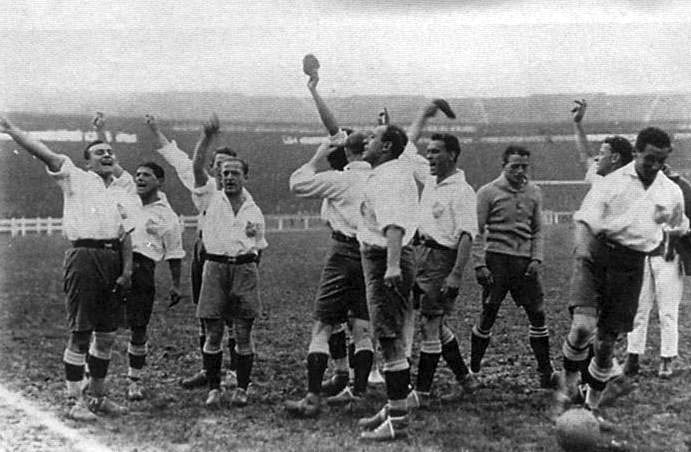
Il Nacional a Parigi, durante la "Gira de 1925"

Nel 1925 il caos regna all'interno del calcio uruguaiano, ove si tenta il possibile per riportare le società confluite nella FUF sotto l'AUF. Il Nacional ne approfitta allora per compiere una lunga tournée (da febbraio ad agosto) in Europa. Il vecchio continente si è accorto del valore del calcio uruguaiano l'anno prima, quando la nazionale aveva conquistato la medaglia d'oro al torneo di calcio delle Olimpiadi di Parigi, e molti Paesi e città invitano il Nacional, campione nazionale in carica, a misurarsi con le proprie rappresentative. Il Nacional prepara per l'occasione una grande squadra: oltre a Héctor Castro e Pedro Petrone, acquistati l'anno prima, e al veterano Héctor Scarone, giunge appositamente per la tournée José Nasazzi, all'epoca in forza al Bella Vista. Nei 190 giorni di quella che passerà alla storia come "La Gira de 1925", il Nacional riporta un bottino eccellente: disputa 38 partite, di cui ne vince 26, ne pareggia 7 e ne perde 5; in totale segna 130 goal e ne subisce 30. Tra le vittorie contro altri club, si segnala quella per 3-0 contro il Genoa, da due anni consecutivi campione d'Italia, nonché quelle contro lo Sporting Lisbona (5-0) e il Deportivo La Coruña (3-0); contro le nazionali, il Nacional batte con larghi punteggi Paesi Bassi (7-0), Francia (6-0), Belgio (5-1) e Svizzera (battuta due volte per 5-2 e per 5-1).

### Il nuovo dominio negli anni '30 e '40
Nel 1932, il calcio in Uruguay diventa professionistico. Il Nacional, a secco di successi dal 1924, si rinforza in difesa, acquistando il capitano della nazionale Nasazzi e il brasiliano Domingos da Guia: Nasazzi e Da Guia formeranno il baluardo difensivo della squadra, cui si aggiungono, tra gli altri, Ricardo Faccio, Pedro Duhart, Roberto Porta l'argentino (ma, in futuro, naturalizzato uruguaiano) Atilio García (capace di realizzare 464 gol in 435 partite disputate con la maglia del Nacional).

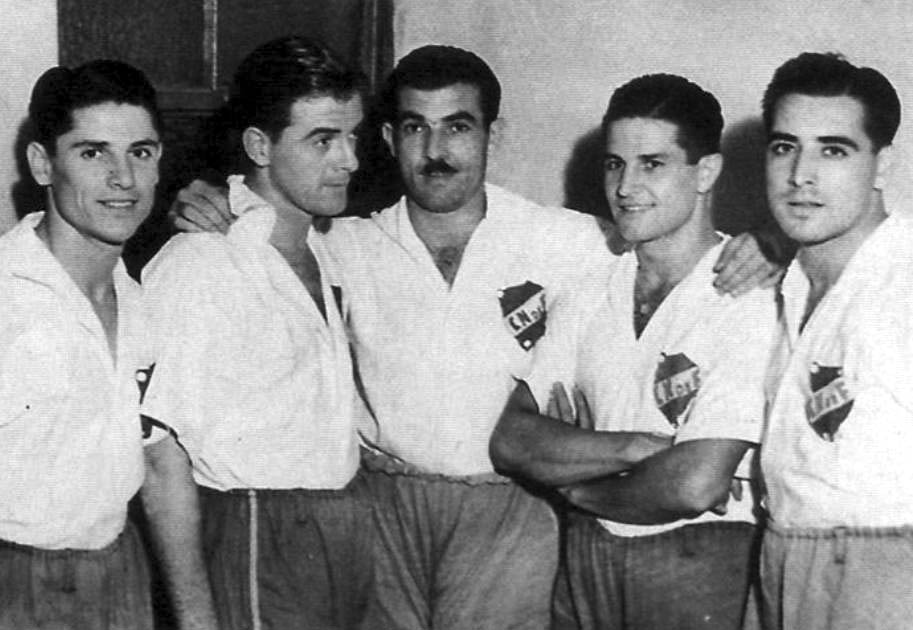
Il quintetto d'attacco del Nacional vincitore del titolo nazionale nel 1940: da sinistra Volpi, Ciocca, García, Ballesteros e Zapirain.

Tra il 1939 ed il 1943 il Nacional, guidato dalla vecchia gloria Héctor Castro, vince 5 titoli consecutivi: quell'epoca entra nella storia del club come il "Quinquenio de oro". A Garcia e Porta si affiancano a breve, formando un prolifico quintetto d'attacco, Luis Ernesto Castro, Aníbal Ciocca e Bibiano Zapirain; altra punta è Tommaso Volpi, che vestirà in seguito la maglia dell'Inter insieme a Zapirain. Fulcro del gioco è il mediano Schubert Gambetta. Celebre di quell'epoca resta il 6-0 rifilato al Peñarol in campionato il 14 dicembre 1941, il punteggio più largo nella storia del Superclásico di Montevideo; e, sempre nello stesso periodo, i tricolores infliggono ai cugini aurinegros altri due pesanti passivi: 5-1 l'8 dicembre 1940 e 4-0 il 15 novembre 1942.
Sospinto dai suddetti giocatori e dai nuovi arrivati Walter Gómez e Ondino Viera, il Nacional vince diversi titoli anche negli anni quaranta. La storia si ripete negli anni cinquanta, quando la scena del campionato uruguaiano è dominata da Nacional e Peñarol.

### La gloria internazionale
Gli anni sessanta sono alquanto difficili: il Nacional vince solo tre titoli, di fronte a un Peñarol capace di vincere 7 campionati in 10 anni e nello stesso periodo 3 Coppe Libertadores e 2 Coppe Intercontinentali.
La gloria internazionale giunge comunque ben presto anche per i bolsos. Nel 1971 il Nacional, dopo 2 finali perse contro Independiente (nel 1964) e Racing Club de Avellaneda (nel 1967), torna in finale ancora contro una squadra argentina: si tratta dell'Estudiantes de La Plata, campione in carica da 3 anni consecutivi. All'andata a La Plata, l'Estudiantes si impone 1-0 con goal di Romeo; al ritorno a Montevideo, però, il Nacional vince con lo stesso punteggio, grazie ad un goal di Masnik. Nello spareggio a Lima, i tricolores si impongono per 2-0, con goal di Víctor Espárrago e Luis Artime, e fanno propria la Coppa.
Il trionfo continentale costituisce il visto per giocarsi la Coppa Intercontinentale. In Europa l'Ajax di Johan Cruyff ha declinato l'invito, lasciando così via libera al Panathīnaïkos, battuto in finale dagli olandesi. All'andata in Grecia il Nacional strappa un prezioso 1-1, grazie al goal di Artime. L'argentino si ripete nel ritorno e il Nacional, guidato dal regista Cubilla, si impone per 2-0, laureandosi per la prima volta campione del mondo.
La seconda Coppa Libertadores giunge nel 1980, contro i brasiliani dell'Internacional di Porto Alegre. I tricolores pareggiano 0-0 in Brasile, per poi passare nel ritorno di Montevideo con la rete del futuro cagliaritano Waldemar Victorino.
La Coppa Intercontinentale, che l'11 febbraio 1981 va per la prima volta in scena a Tokyo sponsorizzata dalla Toyota, pone di fronte al Nacional il Nottingham Forest ed è ancora Victorino che dopo 10 minuti realizza il goal che dà il secondo titolo mondiale ai sudamericani.
Negli anni a seguire, nuovi giocatori si fanno strada nelle file del Nacional: tra essi Hugo de León e Santiago Ostolaza. I due saranno i protagonisti del terzo trionfo nella Libertadores nel 1988. Giunto in finale, il Nacional si trova di fronte agli argentini del Newell's Old Boys. Dopo la sconfitta a Rosario per 1-0, il Nacional si riscatta a Montevideo, dove ribalta il punteggio con un 3-0, grazie alle marcature di Vargas, Ostolaza e De Léon.
L'11 dicembre 1988, a Tokyo, il Nacional si trova di fronte gli olandesi del PSV di Romário e Ronald Koeman. Passato in vantaggio dopo appena 7' con Ostolaza, il Nacional viene raggiunto da Romario al 75'. Nei supplementari Koeman porta in vantaggio i suoi, ma a meno di un minuto dal fischio finale Ostolaza pareggia i conti. Ai calci di rigore, risultano decisivi il portiere del Nacional Seré e pesa l'errore finale dell'olandese Barry Van Aerle, cui risponde la rete di Tony Gómez. Per il Nacional è la terza Coppa Intercontinentale ed Ostolaza, autore della doppietta decisiva, riceverà il premio come miglior giocatore della finale. Di lì a poco, tra febbraio e marzo del 1989, il Nacional vince anche la Recopa Sudamericana (prima squadra a vincere questa competizione) e la seconda Coppa Interamericana. Sono questi, ad oggi, gli ultimi successi di un club uruguaiano a livello internazionale.

### Anni novanta e ventunesimo secolo
Gli anni novanta hanno portato solo due titoli al Nacional, di fronte al predominio dei cugini del Peñarol, capaci di conquistare 6 titoli.
Il nuovo millennio, invece, è stato ricco di soddisfazioni, portando nella bacheca dei tricolores molti campionati uruguaiani, l'ultimo nel 2022.

## Rosa attuale
| N. |                    | Ruolo | Calciatore          |
| -- | ------------------ | ----- | ------------------- |
| 1  | Uruguay (bandiera) | P     | Sergio Rochet       |
| 25 | Uruguay (bandiera) | P     | Guillermo Centurión |
| 40 | Uruguay (bandiera) | P     | Mathías Bernatene   |
| 5  | Uruguay (bandiera) | D     | Rafael García       |
| 6  | Uruguay (bandiera) | D     | Nicolás Marichal    |
| 13 | Uruguay (bandiera) | D     | Christian Almeida   |
| 15 | Uruguay (bandiera) | D     | Ayrton Cougo        |
| 19 | Uruguay (bandiera) | D     | Franco Romero       |
| 22 | Uruguay (bandiera) | D     | Ángelo Gabrielli    |
| 26 | Uruguay (bandiera) | D     | Armando Méndez      |
| 38 | Uruguay (bandiera) | D     | Camilo Cándido      |
| 8  | Uruguay (bandiera) | C     | Gabriel Neves       |
| 11 | Uruguay (bandiera) | C     | Chory Castro        |
| 14 | Uruguay (bandiera) | C     | Joaquín Trasante    |
| 16 | Uruguay (bandiera) | C     | Marcelo Palau       |

| N. |                      | Ruolo | Calciatore          |
| -- | -------------------- | ----- | ------------------- |
| 20 | Uruguay (bandiera)   | C     | Felipe Carballo     |
| 23 | Uruguay (bandiera)   | C     | Facundo Píriz       |
| 24 | Uruguay (bandiera)   | C     | Manuel Monzeglio    |
| 25 | Uruguay (bandiera)   | C     | Santiago Rodríguez  |
| 30 | Uruguay (bandiera)   | C     | Maximiliano Cantera |
| 9  | Argentina (bandiera) | A     | Emanuel Gigliotti   |
| 27 | Uruguay (bandiera)   | A     | Santiago Ramírez    |
| 29 | Uruguay (bandiera)   | A     | Thiago Vecino       |
| 32 | Uruguay (bandiera)   | A     | Franco Fagúndez     |
| 18 | Uruguay (bandiera)   | C     | Jeremía Recoba      |
|    | Uruguay (bandiera)   | A     | Guillermo May       |
|    | Uruguay (bandiera)   | A     | Nicolás López       |
|    | Uruguay (bandiera)   | D     | Sebastián Coates    |
|    | Paraguay (bandiera)  | A     | Federico Santander  |

## Palmarès

### Competizioni nazionali
- Campionato uruguaiano: 49

1902, 1903, 1912, 1915, 1916, 1917, 1919, 1920, 1922, 1923, 1924, 1933, 1934, 1939, 1940, 1941, 1942, 1943, 1946, 1947, 1950, 1952, 1955, 1956, 1957, 1963, 1966, 1969, 1970, 1971, 1972, 1977, 1980, 1983, 1992, 1998, 2000, 2001, 2002, 2005, 2005-2006, 2008-2009, 2010-2011, 2011-2012, 2014-2015, 2016, 2019, 2020, 2022
- Liguilla Pre-Libertadores de América: 8

1982, 1990, 1992, 1993, 1996, 1999, 2006-2007, 2007-2008
- Supercopa Uruguaya: 3

2019, 2021, 2025

### Competizioni internazionali
- Coppa Libertadores: 3

1971, 1980, 1988
- Coppa Intercontinentale: 3  (record condiviso con Peñarol, Boca Juniors, Real Madrid e Milan)

1971, 1980, 1988
- Coppa Interamericana: 2  (record uruguaiano)

1971, 1988
- Recopa Sudamericana: 1  (record uruguaiano)

1989
- Copa de Honor Cousenier: 4 (record)

1905, 1915, 1916, 1917
- Tie Cup: 2

1913, 1915
- Copa Ricardo Aldao: 3

1916, 1919, 1920
- Copa de Confraternidad Escobar - Gerona: 1

1945 (Titolo condiviso con il Boca Juniors)

### Competizioni giovanili
- Coppa Libertadores Under-20: 1

2018

## Calciatori

### Vincitori di titoli
Calciatori campioni del mondo
Di seguito l'elenco dei giocatori che hanno vinto il campionato mondiale di calcio durante il periodo di militanza nel Nacional:
- José Andrade (Uruguay 1930)
- Héctor Castro (Uruguay 1930)
- Pedro Cea (Uruguay 1930)
- Pedro Petrone (Uruguay 1930)
- Conduelo Píriz (Uruguay 1930)
- Emilio Recoba (Uruguay 1930)
- Héctor Scarone (Uruguay 1930)
- Santos Urdinarán (Uruguay 1930)

- Schubert Gambetta (Brasile 1950)
- Aníbal Paz (Brasile 1950)
- Julio Pérez (Brasile 1950)
- Rodolfo Pini (Brasile 1950)
- Eusebio Tejera (Brasile 1950)

Calciatori campioni del Sudamerica
- Sebastián Coates (Argentina 2011)

Calciatori campioni olimpici di calcio
- José Andrade (Parigi 1924, Amsterdam 1928)
- Andrés Mazali (Parigi 1924, Amsterdam 1928)
- Ángel Romano (Parigi 1924)
- Héctor Scarone (Parigi 1924, Amsterdam 1928)
- Antonio Urdinarán (Parigi 1924)
- Santos Urdinarán (Parigi 1924, Amsterdam 1928)
- Alfredo Zibechi (Parigi 1924)
- Héctor Castro (Amsterdam 1928)
- Pedro Petrone (Amsterdam 1928)

## Statistiche e record
- Record di presenze: Emilio Álvarez, 511 partite disputate;
- Record di anni di militanza: Héctor Scarone, 21 anni, dal 1917 al 1939;
- Record di goal: Atilio García, 465 goal;
- Record di imbattibilità tra i pali: Gustavo Munúa, 963 minuti.

## Attività polisportiva
La polisportiva è attiva nei seguenti sport:
- atletica leggera[11]
- calcio, con una sezione maschile e una femminile[12]
- calcio a 5[11]
- pallacanestro, con una squadra maschile[13]
- pallavolo[11]
- tennis[11]